# Siklós László (újságíró)
Siklós László, szül. Schmidt László, további írói álnevei Sipták Elemér, Süly Lajos (Kenderes, 1934. március 25. –) magyar író, újságíró, szociográfus.

## Élete
Apja Schmidt Antal, anyja Kinczel Veronika, ő szülei kilencedik gyermeke. Egy tévesen kiállított anyakönyvi kivonat szerint Smidt László néven írták be az iskolai értesítőbe, sőt egy félévi osztályzás szerint Smidt, év végén pedig Schmidt néven. Végül az ötvenes évektől hivatalosan a Smidt nevet használta. Születésének dátuma sokáig kétséges volt, egy anyakönyvi bejegyzés szerint 28-án született, a végleges dátumot az író bogozta ki: anyja sokszor elmondta, hogy virágvasárnap, a nagymisére való beharangozáskor hozta világra otthon, és az öröknaptár szerint az abban az évben 25-e volt.
Apai ágon német származású, ősei Gyöngyös környékén telepedtek le az 1700-as évek közepén, de sváb közösségben soha nem éltek, majd délebbre kerülvén, nem tartották a német nyelvet, szokásokat, csupán végtelen szorgalmat, rendszerességet. A rokonság szétszóródott Abádszalók, Tiszaroff, Tiszaderzs, Kunhegyes környékén, mivel mesteremberek voltak, főként uradalmakban. Valószínűleg már a dédapa is lakatos vagy kovács volt, a nagyapa mindenképp, és fiai szintén kovácsok lettek. Apja a Nemes grófok valamelyik birtokán született (négy falu határában voltak birtokai, kastélyai, mindegyiken voltak cseléd-kolóniák), majd házassága után Kenderesre költöztek, ahol a főutcán (egy nagybácsinak a saroktelkén) csinos kis házat, műhelyt épített, téglaalapon vályogból. Az építkezéshez hitelt vettek fel, az adósságot sokáig nyögték. Az apa az első világháborúban Lengyelországban szolgált, Przemysl-i harcokban vett részt, mint lópatkoló és gyógykovács. Szívbetegen tért haza, „kikovácsolta minden erejét”, és 1935-ben meghalt, a legkisebb fiú nem emlékezett rá.
Anyja Kinczel Veronika, Nagykun származású, lánytestvéreivel elvégezte a hatelemis népiskolát. Kilenc gyermekéből három kicsi korában meghalt, kettő torokgyíkban, egyiküket Lászlónak hívták. A szülők ragaszkodtak a László névhez, ezért a második Lacika gyakran ment anyjával a temetőbe, virágot vittek a kis Lacika sírjára.
Anyja özvegyen két kataszteri hold földjükből az egyiken búzát, másikon kukoricát termelt: a tag szélén napraforgósor, a másik szélén futóbab, köztük állatoknak való tök, és egy kis kert-föld, a temetővel szemben gyümölcsfákkal, zöldségekkel, Legtöbbször a legkisebb fiú ment vele.
A háború alatt először németek szállták meg a házukat, majd orosz katonai támaszpont lett (onnan lángszórózták a szemközti Horthy-kastélyt), a közelharc miatt a család elmenekült, kifosztott házba tértek vissza. A katonák kórháznak használták szobáikat.
Az idősebb testvéreknek korán el kellett hagyniuk a szülői házat, elszegődtek inasnak, mindenesnek egy báróhoz, Pestre tanoncnak. László a házuk melletti zárdában tanító-apácáknál járta ki az első öt osztályt, a hatodik első félévét még apáca-tanító írta alá, a másodikat már egy férfitanító (a rendet először eltiltották a tanítástól, majd feloszlatták), a következő évben református tanítók jöttek, 48-ban pedig államosítottak, attól kezdve idegenből hoztak pedagógusokat. A háború után legidősebb nővére a férjével hazaköltözött, az egyik szobában családot alapítottak, sógora megszállottan várta a Rákosi korszak végét: londoni, washingtoni magyar adók éjszakánként azzal biztatták, hogy hamarosan érkeznek a felmentő-megszálló amerikai ejtőernyősök, ezért a gyerek anyját lebeszélte, hogy kommunista iskolába járassa. Aki ezen a télen barátaitól belopott tankönyveket és világirodalmat olvasott a kemence mellett.
Aki a következő évben a felnőttek ellenére kiharcolta, hogy újból járjon iskolába, s mivel gyenge fizikuma miatt már az elsőt késve kezdte, immár két évet késett, barátaival megszakadt a kapcsolata, magányos lett. 1950 júniusában kitűnően végzett.
Ugyancsak saját elhatározásból jelentkezett a kisújszállási gimnáziumba. Bátyja és sógora (már két gyerekkel) megmondta neki, hogy tőlük semmi támogatásra ne számítson. László egész nyáron vállalt alkalmi munkát, gyümölcsszedést, stb. 
Tanmentességet kapott, anyja pedig a vasúti jegyet kigazdálkodta. A Bercsényi Miklós gimnáziumba vették fel, ami régebben Horthy Miklós nevét viselte, majd Móricz Zsigmond névre változott, rájöttek, hogy a nagy író ott érettségizett.
1950-től már éheztek és fáztak, a Rákosi-kor kegyetlen beszolgáltatási rendszere nem hagyott gabonát, kukoricát, baromfit, tojást még a megélhetésre sem a falusi családoknál, 53-ban már nem tellett téli ruhára, cipőre, ezért saját elhatározásból elindult Budapestre: egy unokabáty talált munkát a Váci úti Gheorghiu Dej Hajógyárban. A vézna, gyenge ifjút szerszámraktárba segédmunkásnak vették fel. Engedélyt szerzett, hogy a negyedik osztályt az újpesti Könyves Kálmán gimnáziumban járja este, álmosan, fáradtan, éhesen, itt már csak elégséges osztályzattal végzett. Magán-érettségire a Fáy András gimnáziumot jelölték ki, ahol kegyelemből megkapta a bizonyítványt. 
Az 1956-os forradalom után baráti köre megszakadt, többen „disszidáltak”, (köztük költő-barátja, András Sándor), mások meghasonlottak. Mivel nem harcolt a forradalomban, s nem tudtak rábizonyítani ellenséges magatartást, 1956-57 fordulóján felcsillant a remény, az ELTE felvételt hirdetett, mert hallgatók kerültek börtönbe, meghaltak, elmenekültek. A felvételi kérelemhez munkahely ajánlása kellett. Eljutott a gyári kommunista párt első titkáráig, aki kérését elutasította: maga ne bölcselkedjen, nem bölcsészekre van szükségük, hanem hajómérnökökre. Ezután csak az önképzés maradt. Tagja lett a színjátszó csoportnak, munkásszállásokra jártak vidám jelenetekkel, versmondással, írt az üzemi újságba, szakköröket szervezett. 1961-63 közt a gyár művelődési házának megbízott igazgatója, de kinevezését párttagsághoz kötötték. 63 szilvesztere előtt több konfliktus után önkényesen kilépett és elindult a lejtőn, közveszélyes munkakerülő lett, ami börtönnel járt. 
Még a kilépés előtt összeházasodtak Sulyok Katalinnal, albérletnek nem nevezhető egykori cselédszobában laktak, ahonnan közel tíz évig egyik albérletből a másikba vándoroltak. Akkor vásároltak egy budakörnyéki faluban romos parasztházat.
1965-1967 közt a Képcsarnok vállalatnál először házaló (sikertelen) képügynök, majd adminisztrátor, átszervezés után 1967-69 közt a Pest-Budai üzemi vendéglátó vállalatnál un. fregoli könyvelő, mindig abba az üzembe küldték, ahol helyettesíteni kellett. 1970-ben Kopátsy Sándor reform-közgazdász maga mellé vette forgatókönyvírónak a Magyar Televízióhoz, gazdasági műsorok készítéséhez, ami a következő évben mindkettejük kudarcával végződött.
1968 május 28-án jelent meg az Élet és Irodalomban első irodalmi riportja, ezután rendszeresen jelentek meg írásai napi- és hetilapokban, folyóiratokban, könyvekre szerződtek vele, ezért 1971-től tíz éven át szabadúszó író, újságíró, a Művészeti Alap-tagsága pedig jogi védelmet nyújtott: munkahely nélkül is dolgozik, nem közveszélyes munkakerülő.
1980-tól akadoztak a megbízások, ezért állást vállalt az Ország-Világ című heti képeslapnál. Kiváltságos helyzetbe került, mert vidéki, falusi riportokra, bányába, termelőszövetkezetbe, állami gazdaságba a fővárosi kollégák utáltak menni, az állami autóból a főtéren is sárba, pocsolyába lépni. Az író pedig minden útján ismerkedett emberi sorsokkal, nyomorúsággal, amit persze nem az újságba írt meg.
1989-ben a hetilap jövője kétségessé vált, az akkor alapított HARANG című ökumenikus vallási-családi laphoz szegődött, Pethő Tibor főszerkesztő hívására, aki éppen szilencium alatt volt. A kéthetenként, majd havonta megjelenő lap két év után megszűnt. Siklós hivatalos státusza: újból munkanélküli, rendszeres jelentkezéssel, havi segéllyel, majd előnyugdíj-kérelmét elfogadták és nyugdíjas lett. 
1990 júniusára életük, jövőjük kilátástalan lett. Számtalan el nem-fogadott kéziratuk kiadását, sikerét várták. Elkeseredésében az író házaspár előre meghirdetve, rendőrségi engedéllyel a fővárosi Ady-szobornál elégette addig megjelent saját műveit. A kis máglyát az Írók boltjának alkalmazottai ellentüntetés címén eloltották.
Feleségét ezt megelőzően, 1989-ben elsőként rúgták ki a Nők Lapjától, nehezen viselte kollégái megaláztatását. Többévi súlyos betegség után 1993-ban meghalt, férje elköltözött a faluból. Gyermekük nem született.

## Munkássága
A szerző hangvétele szinte pályája elejétől hordozott szarkasztikus, akkori szemlélettel cinikus elemeket, amit a párt irodalmi komisszárjai nehezen viseltek: komolyan kellett írni.
Siklós Lászlót szociográfus-íróként tartották számon megjelenése idején, ám a megítélése változott, kritikusai, különösen szerkesztői – fennmaradt dokumentumok alapján is – hol azt vetették a szemére, hogy a valóságirodalmat űző író túlságosan irodalmias; regényeiben, novelláiban pedig túl sok a valóságelem, a szereplői nem elég mélyek, és különösen hiányolták azok fejlődését. Ezek az észrevételek a kor irodalom-szemléletéből fakadtak, a pártfunkcionáriusok nehezen tudták eldönteni, egy regényalak veszélyesebb a szocializmusra, vagy konkrét riportalany, helyzet, helyszín stb.
Siklós László több írótársához hasonlóan úgy írt, hogy ne csak a hangvétel legyen izgatott, hanem a téma, a szereplők helyzete, sőt: a cselekedeteik hordozzák a feszültséget.
Az ÉS-riportok mellett megjelent az első tematikus kötet, „A házasságok a földön köttetnek” címmel.
Egy év múlva az író következő könyve már „Válunk, válogatunk” címen szinte válaszolt: mennyi fiatal élete került veszélybe, csalódások, elrontott életek, aminek egy része a társadalmi berendezkedés miatt történik. 
Ezeket követte a kamaszokat ért veszélyekről írt „Neveletlenek” c. riport-esszé kötet, szinte logikus következménye a zátonyra futott házasságoknak.
A „Picasso a gyárban” c. könyv személyes tudósítás a munkások, elsősorban a munkásfiatalok művelődéséről, annak az erőltetett szándéknak a kudarcáról, amit elvárt a politikai vezetés, holott az alapok hiányoztak: sokan a nyolc osztályt sem végezték el, az egymillió ingázó, munkásszálláson lakó dolgozó, a kétlaki életet élő tömeg pedig maradék idejében inkább aludni, pihenni szeretett volna…
Majd következett a nagylélegzetű szociográfia, „Gyerekek veszélyben”, nem csak állami gondozottakról, hanem nevelőszülőknél, átmeneti otthonokban stb. Erre megbízást kapott a „Magyarország felfedezése” sorozatba, ám túl keményre sikerült, benne kábítószert élvezők, állami otthonokban élők hétköznapjai, örömtelen kiúttalan élete miatt, mivel a szerző nem írta le a megoldást, kivették a sorozatból s három év késéssel, átdolgozással jelent meg…)A kábítószerrel élő fiatalokat sikerült több megjelent írásába becsempészni, elsőként Magyarországon, emiatt nem számíthatott megértésre és elismerésre.) A kötet képanyagát a szerző fényképezte, mint ahogy számtalan riportját maga illusztrálta fotókkal a képeslapokban. Több ezer felvétele azonban soha nem került publikálásra.
„Kristófok és megváltók” c. elbeszélés-kötetében mindenre került példa, „A dugó”-beli öregasszony nem koldul, csak guberál, egy üresen talált borosüvegből szeretné kihúzni a dugót, eközben járja végig élete kisebb-nagyobb eseményeit, egyetlen mondatban, jelezve ezzel a folytonosságot: minden egyszerre van, megtörténik bennünk a múlt és a jövő is… Az író kompromisszuma – sajátos magyar helyzete – hogy beleírta a végére, azért a hősies küzdelem, hogy az üveg árából vegyen vacsorára tejet, kenyeret. Sajátos magyar kompromisszum: ha nem írja le, azzal vádolják, szereplője bolond, ami nem jellemző a szocialista állampolgárra, így viszont nem tipikus, sőt pesszimista!
Nem járt jobban a „Velem egyszagú testvérem, Zsuzsa” c. elbeszélése sem, itt a fiatal embert nem veszik fel egyetemre, mert nem felel meg az előírásoknak, amik abszurdak, valakik az egyetem épületének felső emeltéről, a lépcsősorra folyékony szappant öntöttek le, ha ennek ellenére fel tud mászni, nyer, és nem tudjuk meg, hogy az akadályokat kik állították fel. (Mivel az író nem mondta meg, ezért gyanússá vált.)
„Három év a kisházban” c. regényében (1977) a mosókonyha-albérletben lakó fiatal házaspárok, mindegyikük egy évig bírja, a következő is, a harmadik is ugyanúgy él, a nők felfáznak a huzatos budin, ezért inkább az ott talált uborkásüvegbe pisilnek, a kályha mindenkinek ontja a füstöt. A lyukas olajoskanna, az uborkásüveg, a zsák, a söprű, a bugyirózsaszínű fal, néhány szög a falon, mindenki oda akasztja a ruháit, jönnek a svábbogarak, mindhármukat ellenőrzi a néni, a kerti csapot elzárták-e rendesen, este hány óráig égetik a villanyt, a huzatos budiban felfáznak a nők. A regényt többen meg akarták filmesíteni, a televízió már szerződést kötött, ám közölték a rendezővel: ezt a pszeudó-irodalmat nem szabad közönség elé vinni. 
„A család(-regény)” történelem alulnézetben Megvető kiadó, 1984) Ez a cím fricska, a könyv szereplői (nem hősei!) mindennek nevezhetők, csak nem családnak. A proletár-lét diadala: a rendszer salakja a maga módján érvényesül. P.-né csökönyös pitiáner módszerével összetereli a gyerekeit arra az időre, amíg kiutalják nekik a lakást, majd mindenki úgy botladozik utána, ahogy tud, a mocskosszájú, szerencsétlen, amihez nyúl, az borul, az emberi nyomorúság hatványozódik…. A torzulást az adja, hogy a polgárellenes közeg a maga módján virágzik ebben a szovjet-tipusú vadonban.
A ”Részeg halak”-at (eredetileg Részeg halak vagyunk) a Szépirodalmi kiadónak szerződéssel írta, 1984-ben készült el vele, ázsiója révén még előleget is kapott. Leadása után a kéziratot szinte azonnal elutasították. Az író feljegyzése szerint behívták a kiadóba, és háromtagú lektorátus (két személyt nem ismert) felváltva indokolt. A regény hangvétele naturalista, zolai epigonok is jobban csinálták; öncélúan obszcén; egy jelenet az üzemi ebédlőben történik, de felháborító, hogy „ilyen kapkodva kell enni a munkásoknak”; a parasztok már nem beszélnek így M.o.-on; értelmetlenül csúnya szavakat használnak a fiatalok; „csontvázat írt hús nélkül”; kapkod a különböző korok közt; egy internacionalista munkásról nem tudjuk meg, hogy miért csúszott le portásnak (egy elit-szálloda portáján dolgozik, mivel négy nyelven beszél); túl sok a szereplő; a szociográfus szerző műve nem lett szépirodalom
Egy évvel később Siklós elküldte a regényét a Magvető kiadóba. Írásban elutasították. Elismerik, hogy szerző most is otthonosan mozog a lumpenlét határán vergődő emberek világában, sajnos, most már „beleszorult ebbe a miliőbe.” Főszereplőjét, a gyári munkás Kanyó Janit „írói önkénnyel taszítja egyre mélyebbre, s csinál belőle ostoba, abberált, szadista, jellemtelen figurát.” Mindenhol bűn és mocsok, „mintha élvezettel ecsetelné ennek a fertelmes világnak a részleteit, a nemi eltévelyedéseket…ez már egy mesterségesen eltorzított világ, amely a valóság legszélsőségesebb elemeiből építkezik, de nem maga a valóság.” „Hitelét vesztett világban sodródik egy hitelét vesztett hős.” folytatják, kár érte és az íróért is. (Az író nem adta fel, 1987-ben egy összefüggő részletet elküldött a Mozgó Világba, rövid levélben válaszoltak: ami értékes, az a szociográfus tollát dicséri, s talán ezért fikció és valóság nem a legszerencsésebben találkozik, értékelte Mező Ferenc.)
Siklós még mindig nem adta fel, levelet írt Illés Endrének, sommája: a szóbeli lektorálásból úgy látja, mindnyájan egy másik művet olvastak. Illés Endre válasza: nem. Viszont mellékelte az egyik lektor írásos jelentését, név nélkül. 
Szerző 1988 nyarán találkozott és beszélgetett könyvéről kollégájával, Berkes Erzsébet újságíró-kritikussal, aki akkor a Szépirodalmi kiadónál dolgozott, és elmondta neki kálváriáját a regényével kapcsolatban. Berkes előkereste az archívumból az elutasítás anyagát, olvasta a három lektor jelentését, sőt egy negyediket, a kívülről felkért szuperlektort. A kolléga meggyőződése, ezt a művet ki lehetett és ki kellett volna adni
Elsüllyedt b/irodalom, 2009, Kráter kiadó, Sulyok Katalinnal közösen. A könyvismertető utolsó, rövid mondata fejezi ki tömören, mi történt az évtized fordulóján: ”A rendszerváltáskor vér nem folyt, csak megalvadt.” – azaz forradalom nélkül is pusztított.

## Megjelent kötetek
- A házasságok a földön köttetnek, Móra kiadó, 1974, riport-szociográfia
- Válunk, válogatunk, Móra kiadó, 1975, riport-szociográfia
- Kristófok és megváltók, Szépirodalmi kiadó, 1975, novellák, elbeszélések
- Picasso a gyárban, Móra kiadó, 1976, riportok a munkás-művelődésről
- Táncház, Zeneműkiadó, 1977, dokumentumkötet
- Három év a kisházban, Szépirodalmi kiadó, 1977, regény
- Neveletlenek, Móra kiadó, 1977, riportok
- Kis tolvajok és csalók, Szépirodalmi kiadó, 1980, novellák
- Gyerekek veszélyben, Szépirodalmi kiadó 1983, szociográfia
- A család, Magvető kiadó, 1984, regény
- Vetéstől a tálalásig, Sulyok Katalinnal közösen, Mezőgazdasági kiadó, 1988, kertészkedő kézikönyv
- Részeg halak, Hét krajcár kiadó, 2001, regény
- Vetéstől a tálalásig, Minerva kiadó, átdolgozott, 2001
- Fölkészülés a házasságra, magánkiadás, de a Minervánál, 2002, önismereti kézikönyv
- Lajos atya tanácsai, szerkesztésében Sulyok Katalin írásai; egy különböző nevű kiadónál, 1995-től ismeretlen ideig, ismeretlen számú kiadásban
- Macska-élethalálharc, a Hét krajcár kiadónál
- Elsüllyedt b/irodalom, Sulyok Katalinnal, fele posztumusz, Kráter kiadó, 2008, esszéregény
- A kommunizmus áldozata: a család, Kráter, 2009, dokumentum
- A járvány, Kráter kiadó, 2009, színpadi művek:
- Disznók évadja 1970 körül (történik 1945 december 21-én
- Konszolidált diktatúra 1990 körül (történik a Kádár-korszakban
- A járvány (AIDS) 1989, (történik a nyolcvanas évek végén
- Haláltáncház, színpadi/film-vázlat 1992 (történik a rendszerváltás időszakában). Hetilapokban –részben hiányosan – megjelent a nyolcvanas években
- Kenguru Szőlősbordón, krimi, Ország- Világ
- Az öreg és a lány, kisregény, Nők Lapja 1988) 8-12
- A kutya máshol ugat, bűnügyi történet Ország-Világ 1986/12-15

Napi és hetilapokban megjelentek riportok, interjúk, publicisztika: Magyar Nemzet, Magyar Hírlap, Szabad Föld, Új Tükör, Ország-Világ, Népszava, Képes7, Budapest, Vas Népe, HARANG, Nők Lapja. 
Munkanaplója szerint kb. 1200-1300 írása jelent meg.
Néhány publicisztikája vihart kavart, „Kultúra a testnevelés ellen” (Jegyzet: Élet és Irodalom 1970 június 6), témája: falvakban, kisvárosokban sok helyen nincs tornaterem, ám épülnek kultúrházak (helyenként üresen konganak), miért nem úgy építik, hogy alkalmasak legyenek arra, az iskolások tornateremnek használják?
Az Élet és Irodalom utolsó oldalán megjelent kb. 25-30 irodalmi riport, amelyek lenyomatai a korszaknak 1968 és 1980 között.

## Folyóiratokban

### Kortárs
- Beregi szőttes, szociográfia 1971/9
- Több mint hobby, riport-szociográfia 1973/10, 74/2, 74/7

### Új Írás
- Legföljebb eukaliptusz, novella 1971/8
- Tuskó helyett széken, novella, 1972/2
- Víkend, novella, 1972/7
- Portré nagyító nélkül, riport 1973/7
- Pestre jöttek nászútra, riport, 1974/1
- A reménység kútjánál, novella, 1975/1
- Mélyszántás Baján, riport-szociográfia 1975/5

### Alföld
- Cigányok a társadalom szorításában, 1971/11
- A gyarapodás útján, szociográfia 1974/1
- Vízicibere, elbeszélés 1974/8
- Két liter tisztán, riport, 1975/1

### Jelenkor
- Egy utca magánélete, elbeszélés, 1972/6
- Nem volt elég egyszer lecsapolni, elbeszélés 1972/12

### Forrás
- Botladozó életrajzok, riport-szociográfia 1979/10
- Úton, útfélen, esszé az autózásról, 1980/6
- A nemzet nem helyrajziszám, vers, 1982/4
- Nyugdíjasok falun, riportok, 1983/6

### Palócföld
- Jó és rossz gyerekek (Milyen legyen a feleségem?) kettős esszé-riport Sulyok Katalinnal, 1980/3
- Otthontalanul, novella, 1986/2
- Álom helyett álom, novella, 1987/6

### Mozgó Világ
- Autótolvajok, riportok, 1979/6
- Példaképem Petőfi és Szandokan, interjú, 1987/4

### Valóság
- Gyerekek veszélyhelyzetben, szociográfia, a „Magyarország felfedezése” c. könyvsorozat ajánlója 1978/5

### The New Hungarian Quarterly
- Tackling Shop Floor Morale, esszé szocialista brigádokról 37. sz.1970 tavasz
- Children from the Tanya, szociográfia tanyasi kollégiumokról, 38. sz.1970 nyár
- The Gypsies, szociográfia cigányok helyzetéről, 40.sz. 1970 tél
- The Rivers Rose, riport a 70-es tiszai árvízről, 41.sz. 1971 tavasz
- Student Marriages, riportok egyetemisták házasságáról, 56. sz. 1974 tél

### Kapu
- A püspökszilágyi temetőben, vers (1989/2
- A 301-es parcella, kiáltvány, 1989/2
- Patkánycsapda, elbeszélés, 1993/1
- A polgármester, elbeszélés 1994/6

## Heti- és napilapok
- Kultúra a testnevelés ellen? vitát kiváltó cikk Élet és Irodalom 1970 június 6
- Magyar Ifjúság pályázat felhívás, értékelés, elemzés 1974/23, 32, 42, 47
- A centrifuga, novella, Nők Lapja, 1973/44
- A zene mindenkié? novella, Magyar Ifjúság 1975/3
- Rongyos történet, novella, Nők Lapja, 1975/3
- Fájó napsütés, novella, 1975 március Magyar Ifjúság
- Gyomkertészet, novella, Magyar Hírlap 1975 május
- Kis tolvajok – Tojástánc, novella, Nők Lapja, 1975/36
- A néző, novella, Magyar Ifjúság, 1976 január
- A házasság próbája, elbeszélés, Nők Lapja, 1976/10-11
- Meddig tart a rét? novella, Magyar Hírlap, 1976 január
- A hús ingyen van, novella, Élet és Irodalom, 1975 július
- Tojástánc, novella, Nők Lapja, 1976 szeptember
- A gyerek ára, novella, Nők Lapja 1976 (36.
- Hasznos tanácsok állattartóknak vasár- és ünnepnapokra, vers, Élet és Irodalom 1981 aug. 1.
- Nyúlfarknyi történet, novella, Nők Lapja 1977/49
- Teknősbékák páncél nélkül, novella, Nők Magazinja, 1978 március
- Terápia, novella, Nők Lapja 1985 október
- Vasárnapi beszélgetés, novella, Vas Népe 1985 dec.7
- Az éjszaka megtépázza a reményt, rádiójáték, elhangzott Magyar Rádió,1976
- Vénusz-csapda, interjú egy AIDS-beteggel ÁSZ magazin, ősz, 1991
- Földkunyhóban és palotában, (cigányokról) Szabad Föld kalendáriuma, 1999
- Polgárok és burzsoák a szocializmusban, esszé, Életünk, 2006/2
- Pál apostol levele a Hunniabeliekhez, apokrif, Polisz, 2008/12

## Antológiák
- Írószemmel c. antológia, Kossuth kiadó
- Cigányok a társadalom szorításában 1972
- Portré nagyító nélkül, 1973
- Pestre jöttek nászútra, 1974
- Látóhatár, cikk-bibliográfia, Pestre jöttek nászútra, 1974/1
- Ifjúság, ifjúság antológia, Kossuth kiadó: Pestre jöttek nászútra, 1976
- Táncsics kiadó Családi kör antológia: Víkend, novella, 1976
- Múzsák, Közművelődési kiadó Húzzad, húzzad muzsikásom c. antológia: Határon és tengeren túl, a táncházakról
- Móra kiadó Fiúk-lányok évkönyve: Kikből áll egy család? interjúk, 1978
- MMA: Őrizd az embert, Kósa Ferenc 80 éves, Sulyok-Siklós „Tízezer nap magyar valóság”, esszé, 2018

## Elismerések
- 1970 televíziós forgatókönyv-pályázat díja
- 1972 az Új Írás novellapályázat díja
- 1974 Rádió novellapályázat díja
- 1975 „Válunk, válogatunk” c riportkönyvre Művelődési Minisztérium nívódíja
- 1975 „Kristófok és megváltók” c. elbeszéléskötetre a Művelődési Minisztérium nívódíja
- 1976 „Az éjszaka megtépázza a reményt”, Rádió hangjátékpályázat díja
- 1984 a „Gyerekek veszélyben” c. kötetért Állami Ifjúsági díj
- 1985, 1987 a Palócföld jeligés pályázatának díja

## Cikkek, bibliográfia
- Feleki László: Kultúra testnevelés ellen c. cikkéről, Képes Sport 1970 6. 16
- Berkovits György: Két riporter bemutatkozik Valóság, 1973/8
- Lázár István: Indul a mezőny – A házasságok a földön köttetnek Új Írás, 1974 október
- Lázár István: Járt és járatlan utakon, Új Írás, 1974
- Könyvszemle, monogram, Népszabadság, 1974 okt. 11
- Szász Imre: Könyvespolcom Magyar Hírlap, 1975 máj 31
- Szász Imre: Könyvespolcom Magyar Hírlap, 1975 aug. 10
- Tausz Katalin: Házasságok, Élet és Irodalom 1975 április 5
- Varjas Endre: Szürke, erős megvilágításban, Élet és Irodalom 1975/46
- Eisemann György: A riporttól a megváltásig, Mozgó Világ 1976/4
- Mező Ferenc: Don Quijote otthont teremt, Élet és Irodalom, 1977/38
- Könczöl Csaba: Táncház és szubkultúra Mozgó Világ 1977 december
- Berkovits György: Szociográfusok felelnek Mozgó Világ 1978 december
- anonim szerző: Együtt ugyanarról, elemzés Sulyok és Siklós család-könyveiről, Ifjúsági könyvszolgálat, 1979
- Pázmándi Péter: Neveletlenek, Köznevelés 1980
- Iszlai Zoltán A család-/regény) Új Tükör, 1985/13
- Marx László A család-/regény/, Kritika 1985/4
- Mayer Tamás Egon: Ki látta Pétert? Élet és Irodalom 1985 okt. 18
- Komornik Vera: Főszereplő az AIDS, interjú Siklós Lászlóval Képes7, 1989/2
- HIV-drámasors Reform, 1989 ápr. 7.
- Dévényi István Az ellopott idő magyarázata, Magyar Nemzet, 2001 július 7
- Székely Szabolcs Torzítás nélküli történelem, Válasz, 2001 10/19
- Grendel Ágota: Csupa kérdőjel, NŐ, szlovák hetilap 1984 máj 29.
- Tamás Ervin: Gyerekek veszélyben, Jelenkor 1984 szeptember
- R. Takács Olga Gyerekek veszélyben Vigília 1984/9
- Bozóky Éva: Gyerekek veszélyben Evangélikus Élet 1984) 15
- Szále László Gyerekek veszélyben Élet és Irodalom 1984 április 7
- Glacina Zsuzsa: Gyerekek veszélyben, Kritika 1984/7
- Kartal Zsuzsa Gyerekek veszélyben Magyar Nemzet, 1984 július 8
- Földes Anna: Gyerekek veszélyben, Nők Lapja 1984/14
- Vörös Mária: Gyerekek veszélyben, OPI Gyermek- és Ifjúságvédelem 1985/2
- B.B.A. (Bálint B. András/: Boltfoglalás az Andrássy úton Magyar Napló, 1990 július 5
- Írók árusítanak az aluljáróban, Magyar Nemzet, 1990 június 21 (szendrei)
- Varga Lajos Márton: Mindennapi irodalmunk, Könyvvilág, 1990 augusztus
- Írók könyvégetése, Magyar Nemzet, 1990 június 26
- Könyvégetés, Pesti Hírlap, 1990 június 28
- Könyvégetés – most, Magyar Hírlap, 1990 június 28
- (berkes) – Füstölgők, Magyar Nemzet, 1990 június 30
- Apáti Miklós: Ballagó idő, Kis Újság, 1990 július 12
- Őrfi Ferenc: Könyvégetők, Délvilág, 1990 augusztus 4